# 赞斯博物馆
赞斯博物馆（荷蘭語：Zaans Museum；荷蘭語發音：[zaːns myˈzeːjɵm]）是荷兰赞丹的一座博物馆，坐落于赞瑟斯汉斯风车村内，博物馆在1998年建成，其目的是保存贊河畔的历史文化。博物馆在2009年扩展后增加了Verkade体验馆。 
赞斯博物馆在2016年增加了三个参观地点，将生动的赞瑟斯汉斯历史呈现在观众面前：桶匠作坊（Kuiperij）、伊斯珀之家（Jisperhuisje）和织工之家（Wevershuis）。本馆另一必到之处是位于赞丹市中心的彼得大帝小屋（Tsaar Peterhuisje）。
博物馆展出民居和工业文化历史，以及当地居民的日常生活。赞斯博物馆在2015年成功购入法国印象派名画家克勞德·莫奈的一幅名为《De Voorzaan en de Westerhem》的油画，该画主题是赞河时期（1871年6月4日-10月8日）的作品。
赞斯博物馆在地理上和内容上都与赞瑟斯汉斯紧密相连，通过典型的荷兰风景反映出赞河地区的真实历史，让游客和参观者能更深入了解赞瑟斯汉斯文化。
展品
博物馆拥有关于文化历史和当地居民的特殊展品。展览是以Jacob Honig Janszoon Junior赞河地区文物收藏、维护及扩展协会的藏品为基础。赞斯博物馆的展品分为两部分：居住文化和工业文化。居住文化的展品呈现了赞河地区本土住房特色，包括带赞河地区图案的家具和用品。工业文化的展品包括来自大型赞河地区公司如Verkade，Bruynzeel，Honig，Albert Heijn和Lassie等公司保留下来的文物。 

## 地点和展览
赞斯博物馆的永久性展览有五部分：“赞河地区制造（De Zaanstreek maakt het）”、“典型的赞斯（Typisch Zaans）”、“莫奈与赞河风景（‘Monet en het Zaanse Landschap）”、“二战岁月之语（Monumenten Spreken）”和“Verkade体验（Verkade Experience）”。另一新的名为“老荷兰（Old Holland）”的永久性展览预计在2017/2018年开幕，它是吸引赞瑟斯汉斯风车村游客的一个主要的展题。
博物馆在赞瑟斯汉斯风车村里还有三个户外参观场所：织工之家、桶匠作坊和Jisper之家。

### 赞河地区制造

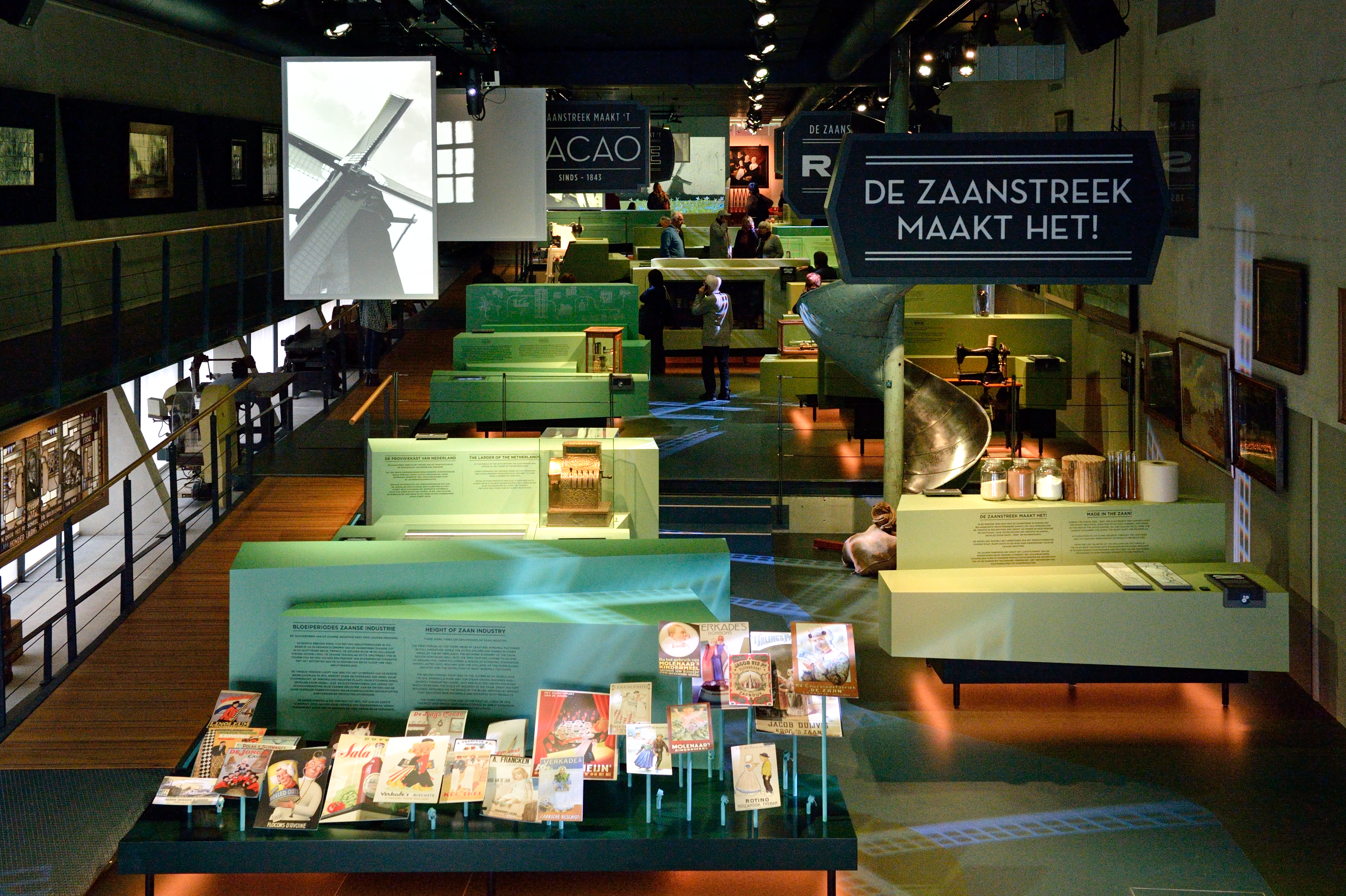
“赞河地区制造”（De Zaanstreek maakt het）

“赞河地区制造”的永久展览讲述赞河地区的工业历史。赞河地区在十七和十八世纪以其众多风车和船坞而闻名一时。但该地区在十九世纪发生了变化，一座座工厂在赞恩河畔拔地而起。随着北海运河在1876年开通，码头、河闸和铁路在二十世纪初建成，赞河地区的工厂和日用品工业在1918至1965年间得以迅速发展，让该地区成为荷兰最重要和最出名的手工业地区。当时，赞河地区也被称为“荷兰的粮仓”。

### Verkade体验馆
Verkade体验馆的展品由Verkade家族经营的公司藏品里精心挑选出来。这些展品包括照片、陈列品、各种包装和企业的公告，还有三条仍在运作的巧克力、饼干和茶烛生产线。另外还有一个“藏宝室”，里面收藏了Verkade带插图书本中的原装水彩画。

### 莫奈与赞河风景

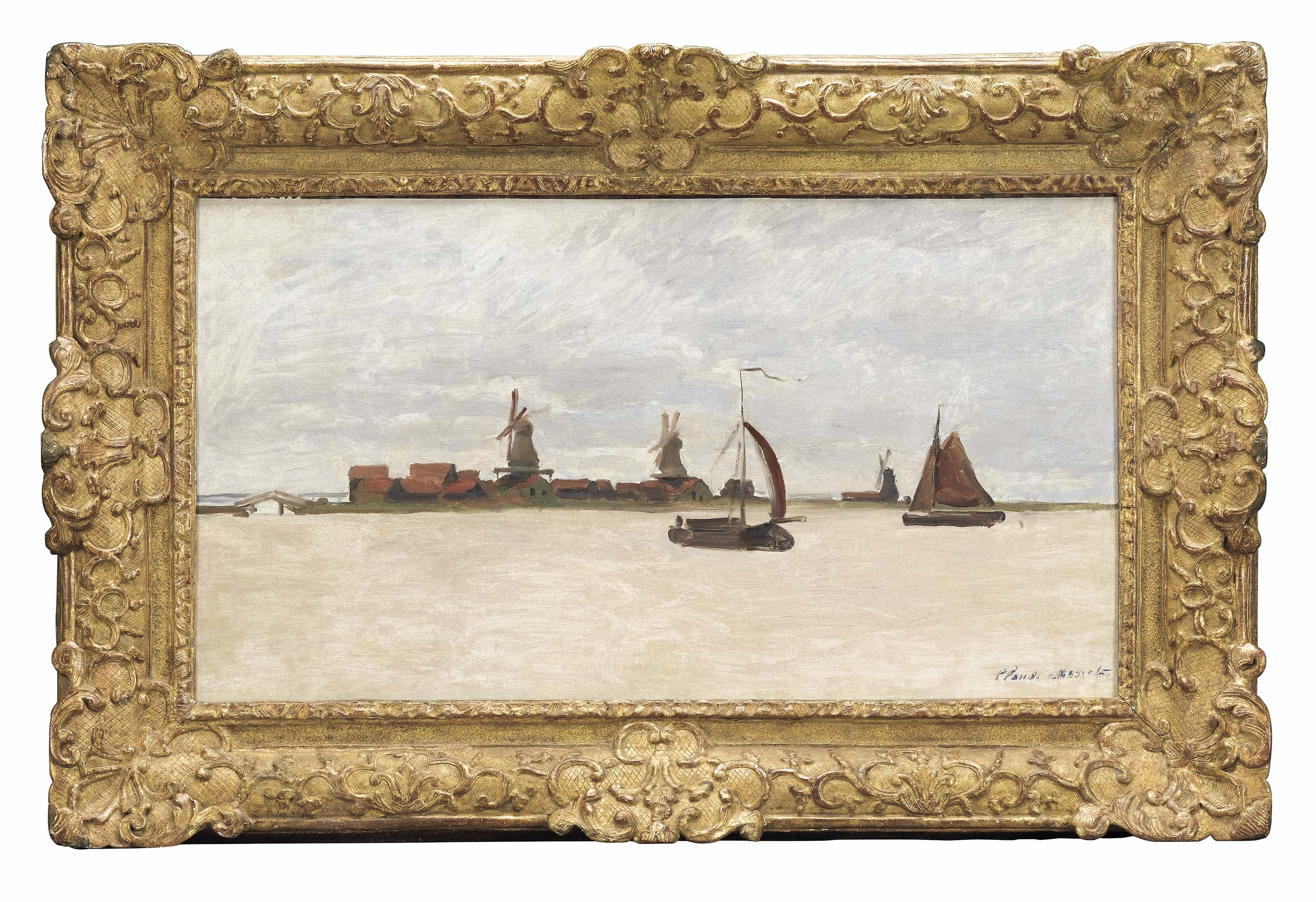
Claude Monet, De Voorzaan en de Westerhem, 1871 (collectie Zaans Museum)

赞斯博物馆在2015年成功购入法国印象派名画家克劳德·莫奈（Claude Monet）的一幅名为《De Voorzaan en de Westerhem》的油画，该画主题是赞斯时期（1871年6月4日 - 10月8日）的作品。这幅画呈现Voorzaan河的风景，Voorzaan是赞丹市中心的水闸以南的一段河流。帆船在Westerhem岛前面驶过。在岛上有三座锯木用的风车：De Bakker、de Roode Leeuw和De Notenboom。对此情景，莫奈绘画出三幅版本各异的油画。不久后，这系列的油画被视为印象派的特色，即是莫奈在赞河地区试画的风格。他在给友人卡米耶·毕沙罗（Camille Pissarro）的信中这样写道：“赞丹尤其特别，这里的景色足够我的余生在此绘画。各种颜色的房子，数百座的风车和来往穿梭的船只。” 
莫奈的《De Voorzaan en de Westerhem》被收入在赞斯博物馆的展品中，成为艺术家对赞河风景的灵感来源。此外，还有莫奈于1871年在赞丹的所有25副油画的互动介绍，以及9幅草稿画都以实际大小呈现在观众面前。这幅画被收录在赞河地区人（Zaankanters）的永久油画展和肖像画廊里（它其实并不真正属于这里，而是在本介绍旁边）。肖像画里的人物主要是赞河地区的望族成员，例如有成就的企业家、工业家、艺术家和当时的政府官员。此外，展品集还包括知名和较为陌生的赞河地区本地人的特别作品。

### 典型的赞斯
“典型的赞斯”永久展览复原了在1874年的一次展览，这个展览是现时赞斯博物馆收藏品的基础。在赞河地区，当地的史官和收藏家将历史资料记录在书本和收藏品中，以保存当地历史。一个名为“赞河地区历史古迹展览”于1874年的八月和九月在赞丹市政厅举行。现在，在这个十九世纪的复原展览里，展示了当时人们对典型的赞斯的见解。

### 二战岁月之语
“二战岁月之语”展览讲述着赞河地区在第二次世界大战的沧桑。它详细描述了在赞河地区二十八个战争和抗战纪念碑背后的故事。每个纪念碑都涉及一个在二战中发生的真实故事。目击者分别在28个小型纪录片里述说故事发生的经过。这些纪录片由二战岁月之语基金会（Stichting Monumenten Spreken）制作。 

### 织工之家

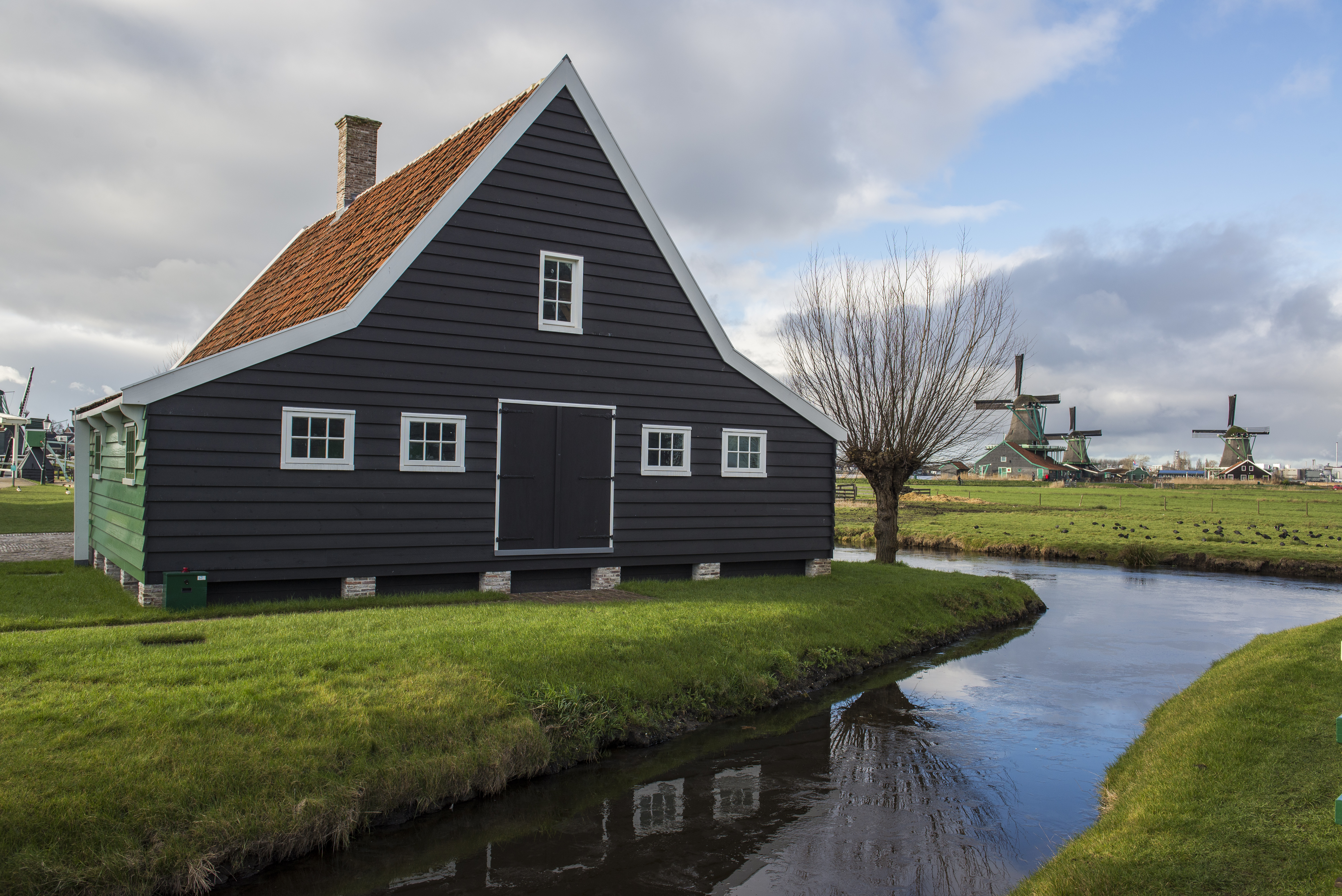
织工之家

织工之家是赞斯博物馆在赞瑟斯汉斯风车村里的一个参观地方。这里的主题是十九世纪帆布的手工制造。在十八世纪的时候，这里居住着两户家庭，室内摆放有五台纺机。而现在的展览则展出一户家庭的居住情况和两台纺机。 
直到二十一世纪初，织工之家还被用作家庭式的纺织场。这座房子当时位于阿森德尔夫特镇的Dorpsstraat街。该房子于2015年在赞瑟斯汉斯风车村重建。 

### 桶匠作坊
桶匠作坊是赞斯博物馆在赞瑟斯汉斯风车村里的一个参观地方。里面可看到大约在1960年时的木桶制造过程。作坊里的器具由Oostzanerwerf地区的S.R. Tiemstra en Zonen木桶贸易公司提供。公司的最后一位桶匠（Jaap Tiemstra）在他去世前将作坊里的全部器具献给赞斯博物馆。这些木桶主要作为黄油、牛奶、醋、油、鱼、水果、蔬菜、荷兰琴酒、朗姆酒和所有啤酒和葡萄酒的盛料。

### Jisper之家
Jisper之家是赞斯博物馆在赞瑟斯汉斯风车村里的一个地方。Jisper之家是Jisp村里一位渔民的房屋，它展示工业革命（十九世纪中叶）前一位女渔民的日常生活。在这里，参观者穿上当时的传统服装，仿佛回到过去。这所房子是复制品，游客可以在恩克赫伊曾（Enkhuizen）的须德海博物馆（Zuiderzeemuseum）一睹这座建于1860年的房屋原貌。 

### Honig Breethuis博物馆
赞斯博物馆的一部分藏品，也可以在Honig Breethuis博物馆中看到。在Honig Breethuis博物馆，游客可以体验1830年代的赞丹造纸商家庭的生活方式。该博物馆位于Zaandijk的Lagedijk。 

### 彼得大帝小屋
位于赞丹市俄罗斯区的彼得大帝小屋，是荷兰最古老的木屋之一。它是在1632年以旧船木材所盖的一所工寮。1697年，俄国沙皇彼得大帝来荷兰学习造船木工时，就曾借住于此。为了保护这栋小木屋，政府在1823年给它盖上一座“外套”。现时的红砖外部建筑建于1895年。
多位名人如俄国沙皇、荷兰国王、甚至拿破仑等人，都曾来到这里一睹这栋彼得大帝小屋。无数写在和刻在窗框和木头上的名字见证了这些事实。

## 这座彼得大帝小屋是游客参观赞斯博物馆的必到之处。
建筑与位置
自开幕以来，赞斯博物馆拥有16,500立方米的规模，建筑相当具有当代设计风格。这栋建筑是由建筑师Cor van Hillo设计。2009年3月11日起，博物馆扩增出了一个新的展览馆，也就是Verkade体验馆。在此馆中将展示Verkade的企业收藏品。赞斯博物馆位于赞瑟斯汉斯风车村内的Kalverpolder，这里是国家林业管理局（Staatsbosbeheer）的自然生态区。
2001年，赞斯博物馆也出现在欧洲年度博物馆奖（European Museum of the Year Award）的颁奖典礼上。评审团特别表彰了赞斯博物馆现代和开放的架构、其设馆位置对赞瑟斯汉斯风车村的历史重建意义、深具教育意义的项目，以及其拥有的永久馆藏。博物馆的照明设计也获得了两个奖项，分别是：2000年爱迪生贡献奖和2001年的IIDA照明奖（International Illumination Design Award）。

## 未来的展览和地点

### 老荷兰（Old Holland）
另一新的名为“老荷兰”的永久性展览预计在2017/2018年开幕，它是吸引赞瑟斯汉斯风车村游客的一个主要的展题。

### Hembrug博物馆
2016年中，Hembrug博物馆也将加入赞斯博物馆旗下。在2017年间，一部分的展品将在Hembrug特区的两座变压房里展示。古建筑、物件、照片、电影和文件呈现以前火炮系统和Hembrug特区作为阿姆斯特丹防线（Stelling van Amsterdam）军事与物流中心的有关历史。

### 赞丹艺廊
赞斯博物馆与赞斯塔德（Zaanstad）市政府在赞丹的市中心内合作筹办一个艺廊。这座艺廊的展示内容将致力于呈现典型的荷兰艺术，真实反映出荷兰的典型形象（特别是针对国际游客）。

## 網站
www.zaansmuseum.nl （页面存档备份，存于）